# Мясников, Иван Степанович (учёный)
Ива́н Степа́нович Мяснико́в (1902, село Румянцево, Жадовская волость, Симбирская губерния — 1977) — советский руководящий работник высшей школы. Деятель советской науки и высшего образования. Директор Пензенского индустриального института с 1946 по 1951 гг.
Автор более 30 учебных и научных работ, посвященных теории прядильных машин и теоретической механики.

## Биография
Родился в 1902 году в Симбирской губернии, Корсуньском уезде, Жадовской волости, с. Румянцево (современные названия: Ульяновская область, Жадовский район, с. Румянцево).
В 1923 году вступил в ряды ВКП(б).
В 1929 году окончил Московский текстильный институт, получил специальность инженера-технолога. 
В 1935 году закончил аспирантуру Московского текстильного института по специальности «Прикладная механика». Доцент, кандидат технических наук.
С 1935 по 1937 год работал на различных преподавательских должностях на кафедре «Прикладная механика» Московского текстильного института. 
С 1937 по 1941 год - заместитель директора по учебной и научной работе Харьковского текстильного института.
В 1941 - 1946 годах служил военпредом Красной армии в Киргизской ССР.
С мая 1946 года по апрель 1951 года занимал пост директора Пензенского индустриального института (ныне Пензенского государственного университета).
12 апреля 1951 года И. С. Мясников был освобождён от должности директора и остался заведующим кафедрой «Теория механизмов и машин» ППИ. 
В марте 1959 года был избран преподавателем Куйбышевского сельскохозяйственного института.

## Научная деятельность
И.С. Мясников являлся автором более 30 научных работ, которые отличались оригинальностью и новаторством научно-технической мысли. 
Некоторые труды:
- Мясников И.С. Расчет маховика: монография. - Харьков: Изд-во Текстильного института, 1939. - 91 с.
- Мясников И.С. Моменты инерции масс: учебное пособие. - Харьков: Изд-во Текстильного института, 1939. - 23 с.
- Мясников И.С. Теория механизмов: 2-я часть Технической механики: учебное пособие. - Харьков: Изд-во Военно-хозяйственной академии РККА им. тов. В.М. Молотова, 1939. - 317 с.
- Мясников И.С. Кинематический синтез мотальных механизмов прядильных машин. Харьков, 1941. - 116 с.
- Мясников И.С. Сборник задач по технической механике. Ч. 2. Теория механизмов и машин. - Харьков: Изд-во Военно-хозяйственной академии Красной армии им. В.М. Молотова, 1940. - 176 с.

## Увековечивание памяти
- В музее ПГУ существует стенд директоров и ректоров вуза, на котором размещен портрет И.С. Мясникова и его полное жизнеописание.

- В главном корпусе ПГУ на втором этаже присутствует портрет И.С. Мясникова, расположенный в галерее руководителей вуза[3].